# متغير موسط مختزل

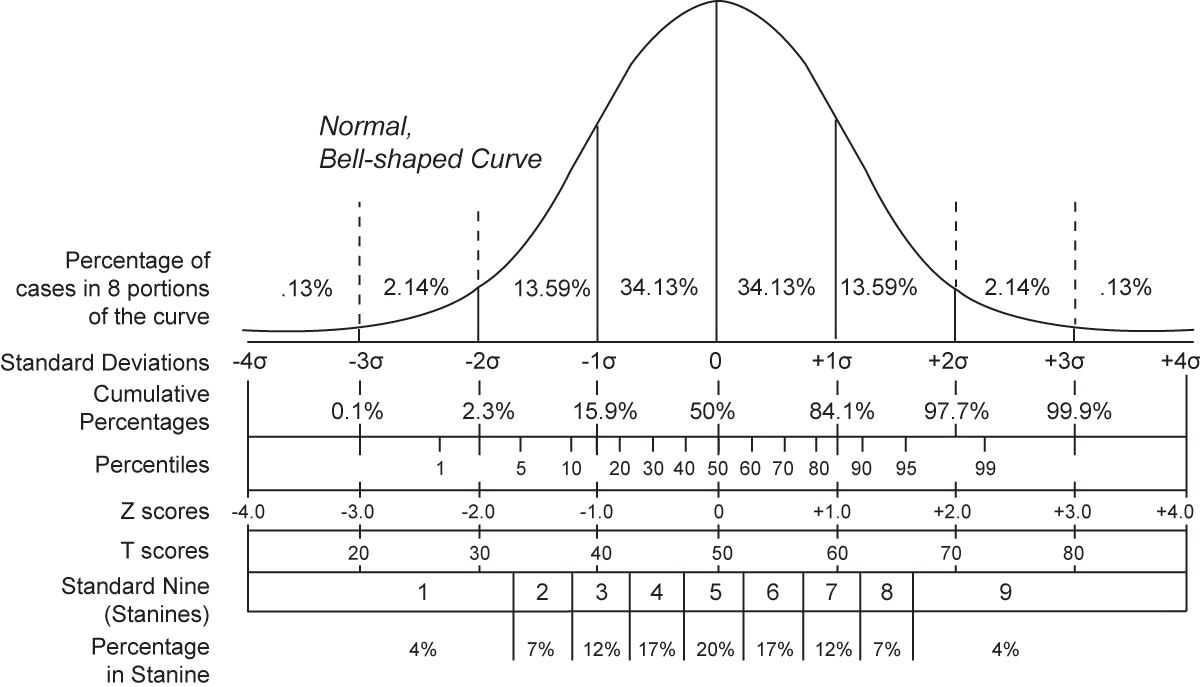

المتغير الموسط المختزل، بفتح وتشديد السين، (بالإنجليزية: Standardized variable أو Standard Score وبالفرنسية: Variable Centrée Réduite) ويسمى أيضا التحويل المعياري، في الإحصاء هو تحويل تآلفي لمتغير عشوائي {\displaystyle X} عبر طرح المتوسط {\displaystyle \mu } (عملية التوسيط) وقسمة الناتج على الانحراف المعياري (عملية الاختزال):
{\displaystyle X\rightarrow Z_{X}={\frac {X-\mu }{\sigma }}}، مع افتراض قابلية حساب الانحراف المعياري ومخالفته ل 0.
يسمى {\displaystyle Z_{X}} المتغير الموسط المختزل ل {\displaystyle X}.

## تعريفات مرتبطة
- إذا كانت القيمة المتوقعة ل {\displaystyle X} منعدمة، {\displaystyle E(X)=0}، يسمى {\displaystyle X} متغيرا موسطا.[2]
- المتغير {\displaystyle X-E(X)} يسمى المتغير الموسط ل {\displaystyle X}، هذه التحويلة تعرف بعملية توسيط متغير عشوائي.[3]
- إذا كان الانحراف المعياري {\displaystyle \sigma (X)=1} يسمى المتغير مختزلا.
- قسمة متغير على انحرافه المعياري تعرف بعملية الاختزال.

## خصائص التحويلة
المتغير الناتج تكون له الخصائص التالية:
- قيمة متوقعة منعدمة: {\displaystyle E(Z_{X})=0}
- انحراف معياري وتباين يساوي {\displaystyle \sigma (Z_{x})=\sigma ^{2}(Z_{X})=1}

## تطبيقات
للتحويلة الموسطة المختزلة أهمية كبرى في الإحصاء عبر الفوائد التالية:
- التحويلة تمكن من حساب بعد الأفراد الإحصائيين عن المتوسط بدلالة الانحراف المعياري.
- إمكانية مقارنة متغيرات بقيم متوقعة وتباينات متباعدة.[4]
- تسوية التباينات بين المتغيرات المستخدمة في النمذجة الإحصائية.
- إلغاء عامل الوحدة باستخدام متغيرات جديدة لابعدية.
- في حالة توسيط واختزال متغيرات متعددة، تكون مصفوفة تغايرها مطابقة لمصفوفة ارتباطها.[5]